# 의령 남씨
의령 남씨(宜寧南氏)는 경상남도 의령군을 본관으로 하는 한국의 성씨이다.

## 기원
시조 남민(南敏)의 본명은 김충(金忠)이며, 당나라 여남(汝南) 사람인데, 755년(경덕왕 14년)에 당나라 안렴사(按廉使)로서 일본에 사신으로 가다가 풍랑을 만나 영덕군 축산면에 표착(漂着)하였다고 한다. 신라 경덕왕은 그가 여남(汝南)에서 왔다고 하여 남(南)씨로 사성(賜姓)하고 이름을 민(敏)이라 하였으며, 영양현(英陽縣)을 식읍(食邑)으로 삼게 하였다는 전설이 있다. 
남민의 7대손 진용(鎭勇)의 맏아들 홍보(洪甫)는 영양(英陽), 둘째 군보(君甫)는 의령(宜寧), 막내 광보(匡甫)는 고성(固城)에 각각 관적(貫籍)하였다고 한다.

## 역사
의령 남씨는 조선시대 문과 급제자 146명, 상신(相臣) 6명, 대제학 6명을 배출하였다. 
남군보(南君甫)의 현손인 남재(南在)가 조선 개국공신 1등에 녹훈되고, 1416년(태종 16년) 영의정에 올랐다. 남재의 손자 남지(南智)는 좌의정에 오르고, 남휘(南暉)는 태종의 부마(駙馬)가 되었다. 남곤(南袞)은 1523년(중종 18년) 영의정에 올랐다. 남이웅(南以雄)은 인조 때 춘성부원군(春城府院君)에 봉군되고 좌의정에 올랐다. 남재(南在)의 후손인 남구만(南九萬)은 소론(少論)의 영수로서 1687년(숙종 13) 영의정에 올랐다. 남유용(南有容)이 영조 때 대제학(大提學)을 지냈고, 남유용(南有容)의 아들 남공철(南公轍)이 순조 때 영의정을 역임하였다.

## 항렬자
- 대종중

| 20세          | 21세              | 22세          | 23세              | 24세   | 25세     | 26세   | 27세     | 28세   | 29세     | 30세   | 31세     | 32세   | 33세     | 34세   | 35세     | 36세   | 37세     | 38세   | 39세     | 40세   | 41세     | 42세   | 43세     | 44세   | 45세     | 46세   | 47세     | 48세   | 49세     | 50세   |
| ------------- | ----------------- | ------------- | ----------------- | ------ | -------- | ------ | -------- | ------ | -------- | ------ | -------- | ------ | -------- | ------ | -------- | ------ | -------- | ------ | -------- | ------ | -------- | ------ | -------- | ------ | -------- | ------ | -------- | ------ | -------- | ------ |
| 이(履) 계(啓) | 口교(敎) 口원(元) | 종(鍾) 정(廷) | 口연(淵) 口희(熙) | 상(相) | 口우(祐) | 기(基) | 口현(鉉) | 윤(潤) | 口식(植) | 병(炳) | 口균(均) | 진(鎭) | 口구(求) | 주(柱) | 口섭(燮) | 규(奎) | 口호(鎬) | 순(淳) | 口근(根) | 영(榮) | 口찬(瓚) | 종(鍾) | 口수(洙) | 정(禎) | 口엽(燁) | 주(周) | 口일(鎰) | 영(永) | 口표(杓) | 형(炯) |

## 조선 왕실과의 인척 관계
- 성종 후궁 귀인 남씨
- 임영대군(세종의 사남) 부인 군부인 의령 남씨
- 금원군(중종의 서자) 사위 남관
- 정선공주(태종의 사녀) 부마 남휘
- 휘정옹주(성종의 서녀) 부마 남섭원
- 경순옹주(성종의 서녀) 부마 남치원
- 진남군(정종의 서자) 부인 의령 남씨(상호군 남심의 딸)

## 집성촌
- 경기도 용인시 처인구 모현면 갈담리
- 경기도 파주시
- 경기도 성남시 수정구 태평동
- 경기도 부천시 여월동·원종동
- 경기도 남양주시 별내면 청학리
- 충청북도 진천군 문백면 평산리, 진천읍 원덕리
- 충청북도 음성군 음성읍 초천리·신천리
- 충청남도 논산시 은진면 남산리
- 충청남도 아산시 도고면 시전리
- 전라남도 여수시 오림동
- 경상북도 청도군 영양군 안동시
- 경상북도 울진군 죽변면, 매화면
- 경상북도 상주시 이안면
- 경상북도 구미시 무을면
- 경상남도 진주시
- 경상남도 창원시
- 경상남도 의령군
- 전라북도 정읍시 입암면 마석리
- 전라남도 담양군 담양읍 가산리 삼다리
- 전라남도 고흥군 도화면

## 같이 보기
- 영양 남씨
- 고성 남씨

## 참고 자료
- “의령남씨(宜寧南氏)”. 뿌리를 찾아서.[깨진 링크(과거 내용 찾기)]